# McGee Rock
McGee Rock är en kulle i Antarktis. Den ligger i Västantarktis. Inget land gör anspråk på området. Toppen på McGee Rock är 800 meter över havet.
Terrängen runt McGee Rock är platt åt sydväst, men åt nordost är den kuperad. Terrängen runt McGee Rock sluttar västerut. Trakten är obefolkad. Det finns inga samhällen i närheten.